# Kleine Otterspitzmäuse
Die Kleinen Otterspitzmäuse (Micropotamogale) sind eine Säugetiergattung. die aus zwei Arten besteht, der Zwerg-Otterspitzmaus und der Ruwenzori-Otterspitzmaus. Gemeinsam mit der Großen Otterspitzmaus bilden sie die Familie der Otterspitzmäuse (Potamogalidae), den nächsten Verwandten der Tenreks (Tenrecidae). Die beiden Arten kommen endemisch im äquatorialen Teil Afrikas vor. Die Verbreitungsgebiete der beiden Arten sind räumlich aber deutlich voneinander getrennt. Der Lebensraum der Tiere umfasst von Bächen und Sümpfen durchsetzte tropische Regenwälder in bergigen Regionen. Es handelt sich um kleine Säugetiere, die im äußeren Erscheinungsbild Ottern ähneln. Sie sind an ein Leben im Wasser angepasst und ernähren sich überwiegend von Krebstieren, Insekten und kleineren Wirbeltieren. Über die weitere Lebensweise liegen aber nur wenige Informationen vor. Sowohl die Zwerg- als auch die Ruwenzori-Otterspitzmaus wurden Mitte der 1950er Jahre wissenschaftlich beschrieben, möglicherweise repräsentieren sie zwei unterschiedliche Gattungen. Der Bestand der Zwerg-Otterspitzmaus wird als potentiell gefährdet, der der Ruwenzori-Otterspitzmaus als möglicherweise sicher eingestuft.

## Merkmale

### Habitus
Es handelt sich um kleine Vertreter der Otterspitzmäuse, die eine Kopf-Rumpf-Länge von 12 bis 20 cm erreichen, zuzüglich eines 9,5 bis 15 cm langen Schwanzes. Das Gewicht variiert von 32 bis 135 g. Die Zwerg-Otterspitzmaus (Micropotamogale lamottei) ist dabei etwas kleiner als die Ruwenzori-Otterspitzmaus (Micropotamogale ruwenzorii). Wie der Name andeutet besteht im äußeren Erscheinungsbild eine entfernte Ähnlichkeit mit Ottern. Der Körper der Tiere ist stromlinienförmig, die Schnauze breit und abgeflacht. Das Fell besitzt einen seidigen Glanz, was durch Deckhaare mit abgeplatteten Spitzen hervorgerufen wird. Darüber hinaus sind die Deckhaare relativ grob, das Unterfell ist äußerst dicht. Auf der Oberseite überwiegt ein dunkel graubrauner Farbton, die Unterseite ist bei der Ruwenzori-Otterspitzmaus heller, bei der Zwerg-Otterspitzmaus entspricht sie der Oberseite. Der Schwanz ist entweder rund im Querschnitt oder seitlich nur leicht abgeflacht. Augen und Ohren sind klein. Charakteristisch ist der ledrige Nasenspiegel, die Nasenlöcher können zudem durch kleine Klappen geschlossen werden. Im Gesicht und am Unterkiefer treten lange Vibrissen auf. Sie sind an der Oberlippe in mehreren Reihen angeordnet und bilden einen auffallenden Bartkranz. Die kurzen und kräftigen Gliedmaßen weisen an den Händen und Füßen jeweils fünf Strahlen auf. Diese sind bei der Ruwenzori-Otterspitzmaus durch Schwimmhäute miteinander verbunden, zusätzlich tritt an den Hand- und Fußkanten ein Saum aus borstigen Haaren auf. Bei der Zwerg-Otterspitzmaus fehlen diese Bildungen. Beide Arten besitzen aber die für die Otterspitzmäuse typischen verwachsenen zweiten und dritten Zehenstrahlen des Hinterfußes.

### Schädel- und Gebissmerkmale
Der Schädel der Kleinen Otterspitzmäuse wird zwischen 32,4 und 39,4 mm lang, die größte Breite am Hirnschädel beträgt 15,5 bis 17,8 mm. Allgemein ist er langgestreckt und schmal. Typisch für Otterspitzmäuse bildet der Jochbogen keinen geschlossenen Bogen, zudem besteht ein kräftiger Scheitelkamm. Das Gebiss weist insgesamt 40 Zähnen auf, die Zahnformel lautet: {\displaystyle {\frac {3.1.3.3}{3.1.3.3}}}. Der erste obere und der zweite untere Schneidezahn sind jeweils vergrößert und erinnern an Eckzähne. Sie wirken als Gegenspieler beim Ergreifen der Beute. Die nachfolgenden Zähne einschließlich des Eckzahns und der vorderen Prämolaren sind einfach gestaltet. Es gibt hier jedoch einzelne Unterschiede zwischen der Zwerg- und der Ruwenzori-Otterspitzmaus. Bei ersterer sind der letzte Schneidezahn (I3) und der vorderste Prämolar (P2) im Oberkiefer deutlich stärker in ihrer Größe reduziert als bei letzterer. Dadurch wirkt das Gebiss bei der Zwerg-Otterspitzmaus auch stärker spezialisiert als bei der Ruwenzori-Otterspitzmaus. Die Molaren haben ein typisch zalambdodontes Kauflächenmuster bestehend aus drei Haupthöckern: den Para-, Meta- und Protoconus (bezogen auf die Oberkieferzähne). Der Protoconus ist gut ausgebildet, allerdings verschmilzt bei den Kleinen Otterspitzmäusen im Gegensatz zur Großen Otterspitzmaus (Potamogale velox) der Metaconus deutlich mit dem Paraconus, letzterer bildet den Haupthöcker der Mahlzähne. Der hinterste obere Molar ist stark in seiner Größe reduziert.

## Verbreitung

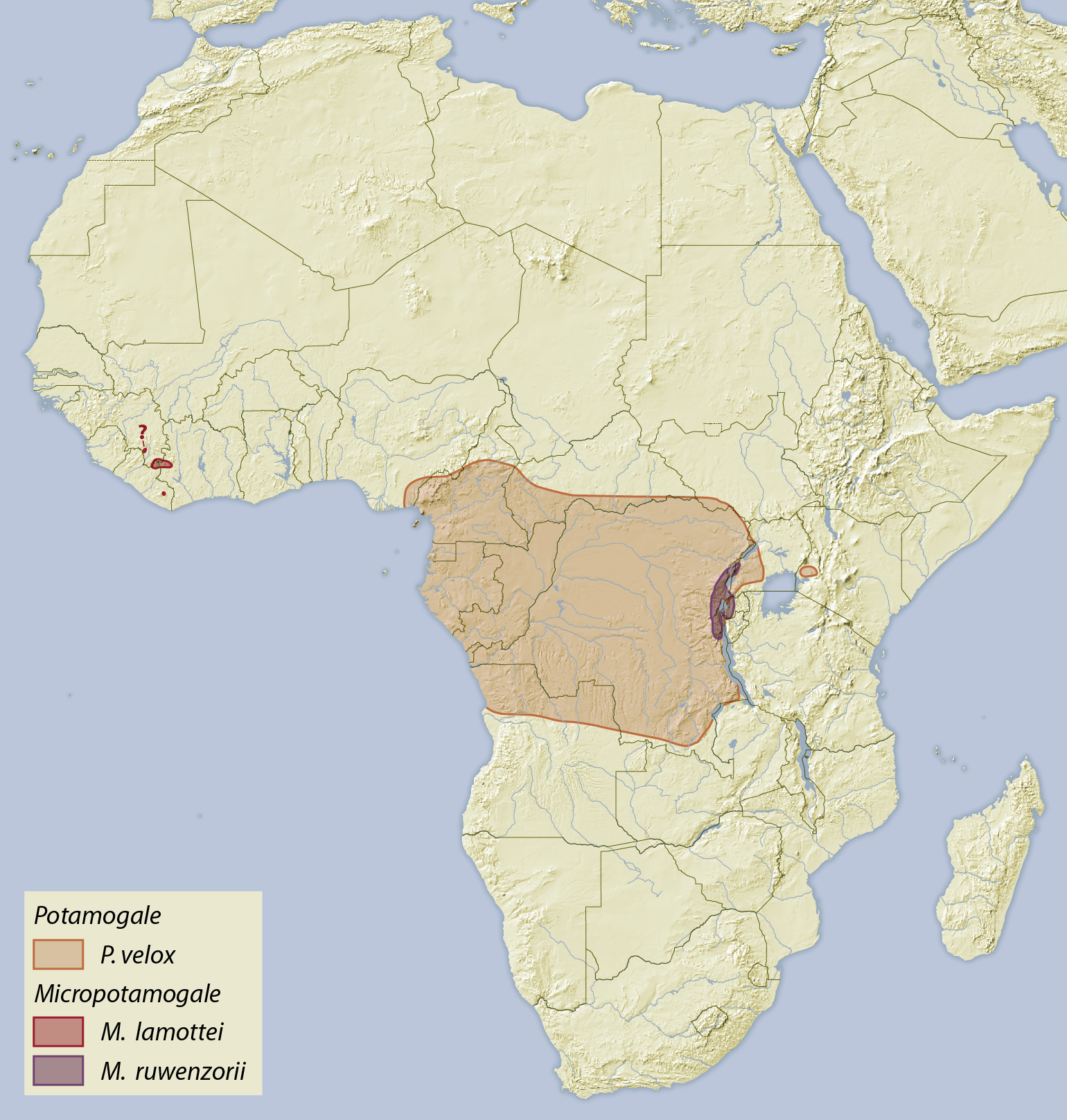
Verbreitungsgebiete der drei Arten der Otterspitzmäuse

Die Zwerg-Otterspitzmäuse sind endemisch in Afrika verbreitet und kommen in zwei räumlich deutlich voneinander getrennten Gebieten vor, deren Entfernung zueinander mehr als 4000 km beträgt. Die Zwerg-Otterspitzmaus lebt in Westafrika im Grenzgebiet von Guinea, Liberia und der Elfenbeinküste. Dagegen ist die Ruwenzori-Otterspitzmaus in Zentralafrika im Osten der Demokratischen Republik Kongo sowie in Ruanda und möglicherweise auch in Uganda anzutreffen. Beide Arten bewohnen gebirgige Regionen. Sie bevorzugen tropischen Regenwälder und Bergwälder, ihre Lebensräume setzen zahlreiche Wasseradern oder Sümpfe voraus.

## Lebensweise
Die Lebensweise der beiden Arten der Kleinen Otterspitzmäuse ist so gut wie unerforscht, Beobachtungen dazu erfolgten bisher nur an einigen wenigen gefangenen Individuen. Die Tiere leben vorrangig in Wäldern entlang von Flüssen, Bächen und sumpfigen Gebieten. Sie können gut schwimmen und tauchen. Zwischen den beiden Arten bestehen aber Unterschiede in der generellen Fortbewegung im Wasser. Die Zwerg-Otterspitzmaus schwimmt mit schlängelnden Bewegungen des Körpers und des Schwanzes, während die Ruwenzori-Otterspitzmaus ihre mit Schwimmhäuten ausgestatteten, großen Hände und Füße zum Paddeln nutzt. Ihr Körper unduliert zwar auch, doch trägt dies nicht signifikant zum Fortkommen bei. Beide Arten sind hauptsächlich nachtaktiv. Als Ruheplätze dienen den Tieren selbst angelegte Baue, die mit Pflanzenmaterial ausgepolstert werden. Die Nahrung besteht vorwiegend aus Krabben, Insektenlarven, Fischen, Würmern und kleine Fröschen. Sie wird meist im Wasser gefangen und dort verzehrt, größere Beute bringen die Tiere aber an Land. Zum Aufspüren der Nahrung dienen die langen Vibrissen. Innerhalb einer Nacht können die Tiere eine Menge von nahezu dem eigenen Körpergewicht vertilgen. Über die Fortpflanzung ist sehr wenig bekannt. Die Tragzeit beträgt mehr als 50 Tage, der Nachwuchs kommt nackt und blind zur Welt. Ein Wurf bei der Zwerg-Otterspitzmaus umfasst eins bis vier Neugeborene, ein Weibchen der Ruwenzori-Otterspitzmaus trug zwei Embryos aus.

## Systematik
Die Kleinen Otterspitzmäuse sind eine Gattung der aus der Familie der Otterspitzmäuse (Potamogalidae). Zu dieser wird zusätzlich noch die Große Otterspitzmaus (Potamogale velox) gezählt. Die Otterspitzmäuse kommen nur im äquatorialen Afrika vor und sind an eine semi-aquatische Lebensweise angepasst. Zu den charakteristischen Merkmalen der Familie gehören die verwachsenen zweiten und dritten Zehenstrahlen, das fehlende Schlüsselbein und das zalambdodonte Kauflächenmuster der Mahlzähne. Die nächsten Verwandten der Otterspitzmäuse stellen die Tenreks (Tenrecidae) dar, die wiederum endemisch auf Madagaskar verbreitet sind. Molekulargenetische Untersuchungen sprechen für eine Trennung der Otterspitzmäuse und der Tenreks im Unteren Eozän vor rund 48,3 Millionen Jahren. Im Übergang vom Oberen Eozän zum Unteren Oligozän vor etwa 33,8 Millionen Jahren spalteten sich die Otterspitzmäuse in die beiden heutigen Gattungslinien auf. Die beiden Arten der Kleinen Otterspitzmäuse diversifizierten sich im Unteren Miozän vor etwa 16,3 Millionen Jahren.
Es werden zwei Arten unterschieden:
- Zwerg-Otterspitzmaus (Micropotamogale lamottei Heim de Balsac, 1954); Guinea, Liberia und die Elfenbeinküste
- Ruwenzori-Otterspitzmaus (M. ruwenzorii (de Witte & Frechkop, 1955)); Nordosten der  Demokratischen Republik Kongo sowie Ruanda und möglicherweise Uganda.

Beide Arten werden über ihr Verbreitungsgebiet und das Vorhandensein von Schwimmhäuten unterschieden.
Die Gattung Micropotamogale wurde im Jahr 1954 von Henri Heim de Balsac zusammen mit der Zwerg-Otterspitzmaus wissenschaftlich erstbeschrieben. Er trennte sie von der Gattung Potamogale hauptsächlich aufgrund der geringeren Körpergröße und des eher gerundeten Schwanzes ab. Darüber hinaus arbeitete er noch Unterschiede im Mittelohr heraus, da bei den Kleinen Otterspitzmäusen eine gerundete Paukenblase und ein Canalis caroticus vorhanden ist. Zwei Jahre später, nach der Etablierung der Ruwenzori-Otterspitzmaus, führte Heim de Balsac für diese die Gattung Mesopotamogale ein, was er vor allem mit den ausgeprägten Schwimmhäuten begründete. Er wies dadurch der Ruwenzori-Otterspitzmaus eine Position zu, die zwischen der Großen Otterspitzmaus mit ihrem stark abgeplatteten Schwanz und der eher generalisierten Zwerg-Otterspitzmaus mit ihrem dünnen, im Querschnitt runden Schwanz vermittelte. In der Folgezeit verschoben die meisten Wissenschaftler Mesopotamogale in einen Untergattungsstatus von Micropotamogale, so dass dieses Bezeichnung heute kaum Verwendung findet. Allerdings wird teilweise darauf hingewiesen, dass das Merkmal der Schwimmhäute bei der Ruwenzori-Otterspitzmaus den Status einer eigenständigen Gattung unterstützt.

## Bedrohung und Schutz
Zu den Hauptgefahren zählen der Verlust des Lebensraums durch Waldrodungen und Verminderung der Wasserqualität durch Bautätigkeit. Die IUCN listet die Zwerg-Otterspitzmaus als „potenziell gefährdet“ (near threatened), da in ihrem Verbreitungsgebiet im westlichen Afrika intensiv nach Eisenerzen geschürft wird, was den Lebensraum immer weiter einschränkt. Die Ruwenzori-Otterspitzmaus wird gegenwärtig als „nicht gefährdet“ (least concern) eingestuft. Für beide Arten merkt die IUCN aber auch eine mögliche höhere Gefährdungsstufe an. Sowohl die Zwerg- als auch die Ruwenzori-Otterspitzmaus sind in Naturschutzgebieten präsent.